# Zlín (hrad)
Zlín je zřícenina hradu nacházející se ve Zlínském kraji na vrchu Barabáši ve Vizovické vrchovině u letního tábora Hradisko, které leží asi 1,5 km jižně od zlínského kostela. Od roku 1989 je chráněna jako kulturní památka.

## Poloha lokality
Zřícenina hradu Zlína je položena na jednom z jižních výběžků Vizovické vrchoviny zvaném Barabáš (410 m n. m.), resp. na jeho sousedním výběžku – protáhlé ostrožně 500 m východně od něj ve výšce 364 m n. m. v katastru města Zlína. Přístupová cesta vedla z kudlovského hřbetu od jihu od dnešní čtvrti Fabiánka v katastru městské části Zlín – Kudlov. Je to dodnes nejpřístupnější trasa přes místo, kde kdysi stával dětský letní tábor Hradisko.

## Historie
O zlínském hradu se dlouhou dobu nevědělo, kde vlastně stál, a lokalizování jeho polohy bylo předmětem sporů. Lidová tradice jej lokalizovala do polohy s příznačným názvem Hradisko, vzdálené od dnešního centra Zlína cca 1,6 km vzdušnou čarou jižním směrem. Starší historické studie naopak předpokládaly, že původní zlínský hrad stával v místě dnešního zámku v centru města. Výsledky bádání v posledních letech však daly za pravdu lidové tradici.[zdroj?]
Hrad byl pravděpodobně založen v polovině 13. století Vilémem z Hustopečí, jedním z předních dvořanů moravského markraběte a českého krále Přemysla II. Otakara, který od krále před rokem 1260 získal za své věrné služby velký majetek na jižní a východní Moravě. Za jeho doby se Zlín stal centrem nově utvářeného panství. Hrad pravděpodobně zanikl na počátku 14. století v souvislosti s válečnými vpády Matúše Čáka Trenčianského, kdy byl zničen hrad Rýsov (rovněž srubové konstrukce) a poškozen kamenný hrad Sehrad (Engelsberk) nad Horní Lhotou. Usuzuje se tak proto, že není jmenován v kupní smlouvě z roku 1322, kdy ho koupila od Vilémových vnuků královna Eliška. Brzo ho prodala Herbortovi ze Zlína, který ho držel v letech 1349–1350. Možná už on znovu obnovil hrad, neboť v další fázi zde stála jednoduchá malá tvrz, sloužící patrně jako strategický strážní bod nad důležitou křižovatkou významných obchodních cest. Jedna cesta vedla severojižním směrem od Holešova a Lukova údolím potoka Januštice podél Hradiska, kde se na hřebeni větvila jižním směrem na Luhačovice a Uherský Brod, přičemž procházela pod hradem Rýsovem, a jihozápadním směrem na Březnici, Březolupy, Bílovice a Uherské Hradiště. Další cesta ji křižovala ve směru východ–západ a procházela podél toku řeky Dřevnice směrem na Vizovice, které byly již v roce 1261 uváděny jako trhová osada. Hrad obnovili nejpozději páni z významného rodu Šternberků, kteří Zlín a zlínské panství (vedle lukovského a světlovského) získali v roce 1358. Od roku 1358 drželi hrad bratři Vilém ze Šternberka a Aleš ze Šternberka. Stojící hrad je zmiňovaný už roku 1360. Zlínská větev zde sídlila do konce 14. století.
Za husitských válek koupí získal zlínský hrad válečný zbohatlík a katolický souvěrec Šternberků Petr Roman z Vítovic a roku 1437 ho jako jeho majetek nechali přepsat Šternberkové do zemských desek. Zemřel bez potomků a jeho majetek připadl králi jako odúmrť. Proto toto zboží daroval král Matyáš Korvín svému hejtmanovi Vilémovi Tetourovi z Tetova, jednomu z velitelů proslulé „Černé roty“, žoldnéřů z řad bývalých zajatých husitů. Vilém Tetour vládl na Zlíně už v roce 1478. Královská darovací listina byla vyhotovena teprve dodatečně ve Vídni roku 1485, poslední formalitou byl zápis do zemských desek roku 1490. Vilém Tetour nebo Petr Roman založili tvrz při městečku na místě nynějšího zámku. Za jejich éry byl pravděpodobně naposledy přestavěn hrad nad Zlínem a přetrvávali na něm část 16. století. V roce 1571 panství prodali. Poslední zmínka o tvrzi je z roku 1596 a po poškození Bočkajovci v roce 1605 byla přestavěna na zámek. Přesná doba zániku hradu není známa. Původní feudální sídlo na Hradisku sice ještě přežívalo do doby první poloviny 16. století, ale pak již bylo trvale opuštěno. Je známo, že zlínské Hradisko bylo v minulých dobách význačnou zásobárnou lehce dostupného kamene.

## Popis lokality
Nepatrné zbytky gotického hradu zaujímají poměrně výhodnou polohu na protáhlém hřbetu ostrožny ze tří stran chráněné poměrně příkrými srázy. Ostrožna je nejsnadněji přístupná z jižní strany. Severní konec ostrožny zaujímá vlastní hradní jádro tvarem připomínající lichoběžník Hradní jádro je obehnáno valem místy až 2 m vysokým (zvláště z jihozápadní a západní strany) ve tvaru nepravidelného oválu o delší ose přibližně 60 m.
Povrch hradiště je silně narušen novodobými zásahy. Ve východní části těžbou kamene, kdy byl rozebrán i sklep zachycený ještě dr. Ivanem Borkovským, který zde v rozmezí let 1938–1940 provedl několik zjišťovacích sondáží. Nad suterénem se pravděpodobně tyčila věžovitá stavba patrně hrázděné konstrukce. Hrad byl jednodílný, lichoběžníkového tvaru se zaoblenými rohy o rozměrech 47 × 42 m. Příkop měl šířku cca 10–15 metrů, původní hloubku lze zjistit pouze revizním výkopem, poněvadž dnes je příkop zčásti zanesený. Vstup do hradu byl situován z jižní strany, není vyloučeno, že před samotným vstupem stálo ještě vně příkopu nějaké opevnění. Ve vzdálenosti asi 100 m jižním směrem od středu hradního jádra je patrný samostatný kruhový objekt, uvažuje se buď o předsunutém opevnění nebo méně pravděpodobné obléhací baště.

## Tradice
O hradu se tvrdilo, že byl veliký, měl dvě válcové věže a dva metry silné zdi. Součástí byla hladomorna a tajná úniková podzemní chodba.

## Archeologický výzkum
Zjišťovací archeologický výzkum proběhl v letech 1938 a 1940. Na základě místních pověstí a především z popudu známého zlínského rodáka, profesora historie na Karlově univerzitě v Praze, dr. Karla Stloukala, rozhodla městská rada Zlína v roce 1938 realizovat na Hradisku laický archeologický výzkum, jehož vedením byl pověřen známý vlastivědný pracovník, tehdejší zlínský radní a správce muzea Antonín Slovenčík. Archeologický výzkum měl potvrdit, jestli tajemný hrad nad Zlínem stál skutečně na kopci nad Zlínem, jak praví pověsti. Antonínu Slovenčíkovi se podařilo v severovýchodní části lokality odkrýt 60 cm silné základy zděné budovy o rozměrech 8,2 × 5,4 metrů z opuky a pískovce stavěné ve svahu, zapuštěné do hlíny a založené na skalnatém podloží. Zbytky malty nebyly zjištěny, kameny stavby tedy byly nejspíš kladeny na sucho. Dále byly odkryty pozůstatky sklepení této stavby. Spodní část sklepení byla vysekána do skalního podloží. Jak uvedl Antonín Slovenčík, velké množství opracovaného kamene bylo již dříve rozebráno a z Hradiska odvezeno na dláždění dvorů a na stavbu podezdívek, místo samotné pak bylo značně poškozeno, neboť „mnozí lidé zde hledali poklady, obzvláště pak o noci svatojánské“. Stavba byla datována do 15.–16. století.
Artefakty nalezené při průzkumu – jednalo se o gotické klíče a části železného kování – byly odeslány k odborné expertíze do Brna, kde byly interpretovány jako středověké. Celkový výsledek výzkumu přinesl do značné míry rozčarování, neboť se stále neobjevovaly očekávané hradby, věže a další znaky, které měly být podle tehdejších měřítek typické pro správný středověký hrad. Proto na základě dalšího popudu dr. Karla Stloukala na lokalitu zavítal tehdejší ředitel pražského Archeologického ústavu, pozdější akademik doc. PhDr. Jaroslav Böhm. Ten navrhl a rozpracoval metodiku dalšího výzkumu a doporučil, aby vedením dalších prací byl pověřen studovaný archeolog. A tak až 15. května roku 1940, neboť v roce 1939 se kvůli špatnému počasí terénní archeologické práce neuskutečnily, přijel do Zlína další pracovník Archeologického ústavu dr. Ivan Borkovský, známý později především rozsáhlým výzkumem Pražského hradu a Levého Hradce, aby pokračoval v dalším výzkumu, který měl potvrdit či vyvrátit závěry předchozího bádání.
Podle návrhu Jaroslava Böhma byla provedena zalomená zjišťovací sonda o šířce 2 metry a délce 34 metry ve směru od severozápadu k jihovýchodu, která proťala v podstatě celé hradní jádro lokality. Sonda se pak lomila v tupém úhlu k jihu v délce 20 metrů a šířce 6 metrů a protínala val. (Sondy jsou dodnes v terénu patrné). První sonda zjistila, že na skalnatém pískovcovém podloží pokrytém jílem a žlutou hlínou byla na zhruba obdélníkové ploše o rozměrech cca 20 metrů x 8 metrů položena kamenná terasa na sucho ložených pískovcových kamenů silná od 20 cm až do 150 cm vyrovnávající nerovnosti terénu. Na terase měla stát dřevěná stavba srubová konstrukce, která byla posléze zničena požárem, soudě podle 3,2 m dlouhých a 20 cm širokých ohořelých trámů nalezených uprostřed zkoumané plochy. U trámů byly nalezeny keramické střepy datované do 11.–12. století a pět kusů trojkřídlých hrotů šípů. Ve východní části zkoumané plochy byla objevena podlaha místnosti s dlouho používaným ohništěm. V hlíně nad vrstvou kamenů byly nalezeny střepy z 14. století. Průzkumem valového opevnění bylo zjištěno dvojí navršení. První násep byl zjištěn 55 cm pod úrovní terénu a od druhého násypu byl oddělen 1–1,5 cm silnou vrstvou popela a uhlíků. Nálezová situace naznačuje, že v koruně valu bylo zřejmě dřevěné, požárem zničené hrazení blíže neurčené konstrukce.
Získaný archeologický materiál byl předán do sbírek tehdejšího městského muzea a výsledky výzkumu byly publikovány jen informativní formou v místním tisku. Zkáza hradu se tehdy kladla do souvislosti s vpádem Mongolů (tzv. Tatarů) na Moravu v roce 1241, později spíše do souvislosti s útoky Matúše Čáka Trenčanského na začátku 14. století.
Kvůli absenci objevu podle tehdejších představ typického středověkého kamenného hradu se zklamaný prof. Karel Stloukal odklonil od teorie existence opevněného panského sídla v místech na Hradisku nad Zlínem, a přestože určitě musel rozpoznat další fáze osídlení na této lokalitě, spokojil se ve svých historických studiích pouze s konstatováním, že na Hradisku stávala dřevěná srubová stavba, která zanikla v polovině 13. století. Opevněné panské sídlo ve Zlíně, uváděné poprvé v písemných pramenech jako hrad (castrum) v roce 1360 a později již jen jako tvrz (munitio) v letech 1397, 1407 a 1437, hledal pak na místě dnešního zámku v centru Zlína. Tato jeho teze byla potom přebírána i dalšími badateli a objevila se i v pozdějších historických publikacích.
Archeologické nálezy z Hradiska byly uloženy do sbírek městského muzea ve Zlíně spolu s dalšími artefakty v jedné z místností na městské radnici, poněvadž městské muzeum v tehdejším Zlíně fungovalo spíše jako formální instituce, neboť mu chyběly prostory k uložení sbírkového fondu, a tím spíš nedisponoval prostory k jeho prezentaci. Teprve po dohodě s tehdejším vedením firmy Baťa se podařilo sbírky muzea přemístit a uložit v jedné etáži budovy Památníku Tomáše Bati. Pro veřejnost pak byly muzeální sbírky zpřístupněny v únoru roku 1944. Ale již 20. listopadu 1944 cca ve 12:35 byla budova památníku těžce poškozena leteckým bombardováním amerického letectva, přičemž patrně také došlo k částečnému zničení vystavených sbírek. Část jich byla sice později přemístěna do náhradních prostor, ale některé předměty zůstaly v poškozené budově až do roku 1947. Archeologický materiál z Hradiska vlivem těchto událostí a následných přemístění zmizel beze stopy, navíc se ztratil i originál zprávy o výzkumu Hradiska, uložený v archivu Archeologického ústavu v Praze. Teprve v nedávné době se podařilo objevit jeho kopii dochovanou v korespondenci mezi Archeologickým ústavem v Praze a městskou radou Zlína, uloženou ve fondu okresního archívu v zámku v obci Klečůvka. Spolu s opisem nálezové zprávy zde byla uschována i fotodokumentace a plánek lokality. Tento nález byl poměrně překvapivý, neboť odhalil existenci třech etap vývoje osídlení Hradiska.
Zajímavé je rovněž zjištění, že po určitou dobu musela existovat souběžně obě sídla, jak staré sídlo na Hradisku, tak nové na místě dnešního zámku. Osídlení na Hradisku na přelomu 15. a 16. století dokládá kromě zprávy dr. Ivana Borkovského i menší revizní výzkum z roku 1982. Podobný případ současné koexistence dvou sídel, starého i nástupnického, se týká např. nedalekého Starého Světlova a Nového Světlova. Teprve v průběhu 16. století pak původní sídlo zlínské vrchnosti trvale zaniklo. Existenci obou lokalit v jedné době může také nepřímo potvrzovat text městského privilegia z roku 1571, ale majícího patrně starší původ, v němž se zlínským měšťanům zaručuje, že sirotci nebudou bránit „…ani na tvrz, ani na zámek…“.
Závěrem lze shrnout, že v první etapě rozvoje lokality Hradiska, dr. Ivanem Borkovským datované do doby mladohradištní, stál na Hradisku objekt věžovitého charakteru patrně srubové konstrukce na kamenné podezdívce o rozměrech 20 metrů x 15 metrů, který podle nalezených ohořelých trámů byl zničen požárem. V té době byl také vybudován val obepínající lokalitu. Ve druhé etapě datované do 14. až 15. století byly objeveny značně poškozené základy či spíše kamenné podezdívky několika budov, z nichž pouze jediná ve východní části Hradiska se suterénem zahloubeným do skalního podloží přetrvala až do třetí etapy osídlení Hradiska datované do rozhraní 15. až 16. století.

## Pověsti
Pověst Hradišťko vypráví o velkém hradu se dvěma věžemi s kruhovým půdorysem a zdmi dva sáhy silnými a padacím mostem a hladomornou. Obranu hradu zajišťovala děla. Pověst dále zmiňuje podzemní únikovou chodbu vedoucí až na Provodov. Hrad mělo obývat několik rytířů jménem Miloš. Jednoho dne se hrad propadl do země i s obyvateli.
Třiadvacet pověstí vypráví o pánu Hradišťka, Zlína a okolních vsí rytíři Milošovi a jeho synovi stejného jména. Syn Miloš se neoženil, ač usiloval o sličnou Lidušku z malé chaloupky. Liduška ho však vytrvale odmítala a Miloš připravil o život Lidušku i jejího milého Juru. Za trest musel jezdit jednou za padesát let v ohnivém kočáře bez koní a s hlavou pod paží většinou mezi půlnocí a jednou hodinou v noci, někdy i v poledne, do doby, než ho někdo nevysvobodí. Když zakletý Miloš vyjížděl z Hradišťka, byl slyšet velký hukot a vidět oslnivá záře. Třikrát objel Hradišťko a zamířil do zlínských ulic, nejčastěji přijížděl Dlouhou ulicí a vracel se ulicí Potoky. Když projížděl ulicemi Zlína, každý, kdo stál poblíž, byl sražen k zemi a zůstal ležet. Někdy chodil Miloš strašit i do zámku. Miloš byl silný, vysoký a bohatý. Jeho divotvorný kočár uměl jezdit i bez něj, někdy dokonce po vodě a ve vzduchu.
Další pověsti O Psí studénce a jiné zmiňují nedalekou Psí studánku, kde byli pochováváni sebevrazi a kde strašilo. Mnoho pocestných v okolí Hradišťka bloudilo. Jiné pověsti vyprávějí o rytířích a pokladech pod Hradišťkem. Jednou za rok se z Hradišťka ozýval strašlivý hluk.

## Další informace
Místo je celoročně volně přístupné a vede k němu zelená turistická značka.